# Рамона Бахман
Рамона Бахман (нім. Ramona Bachmann, нар.. 25 грудня 1990) — швейцарська футболістка, яка виступає на позиції нападника. На даний момент грає у клубі «Челсі» і національній збірній Швейцарії.

## Ігрові якості
Фахівці відзначають високий технічний рівень Рамони Бахман та її впевненість у собі. Ігор Шалімов після відбіркового матчу чемпіонату світу 2011 року збірних Росії та Швейцарії зазначив також високу швидкість нападаючої.

## Кар'єра

### Клубна кар'єра

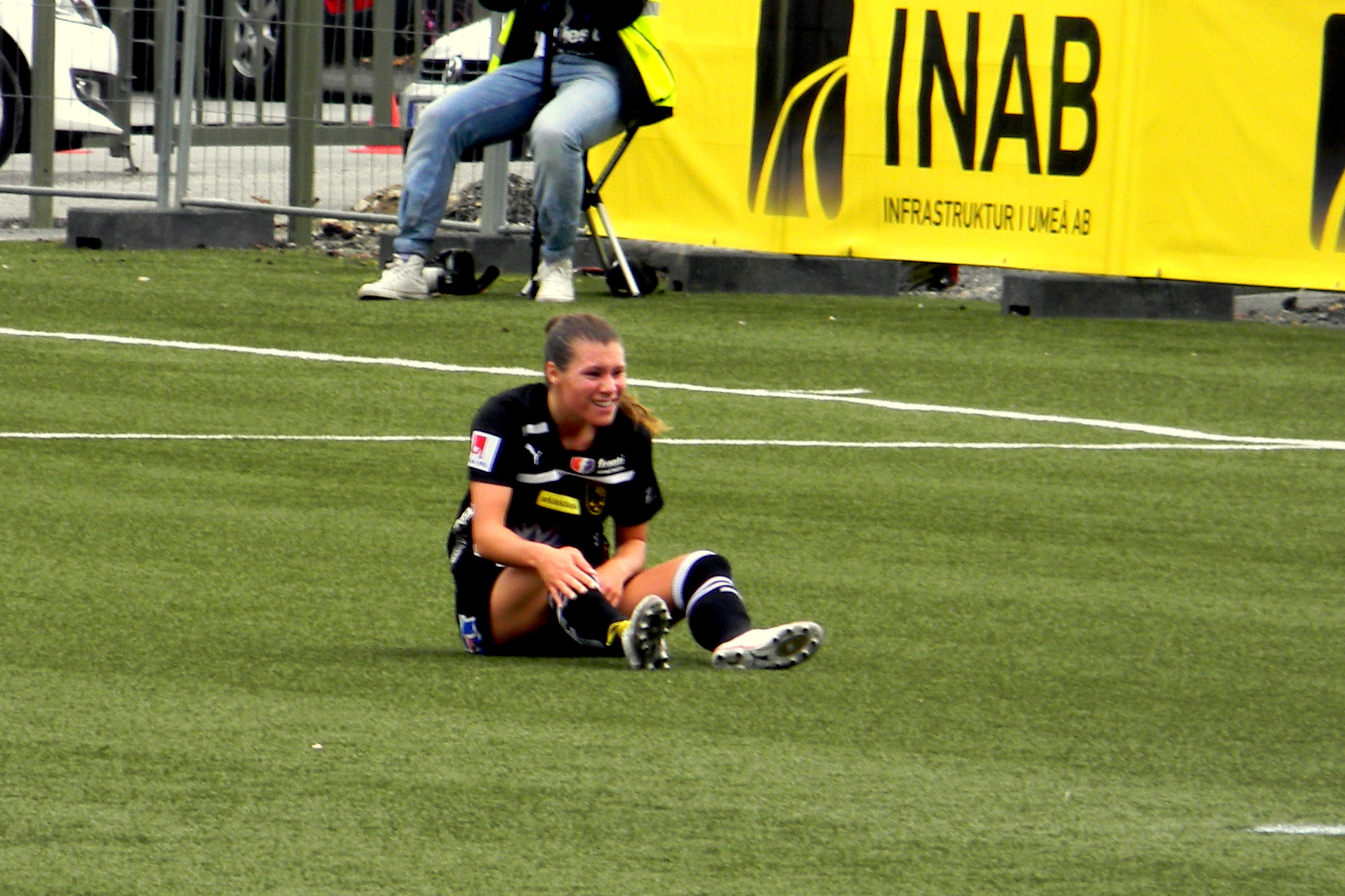
У складі клубу «Умео» у липні 2011 року

Вихованка футбольної школи клубу «Мальтерс». Відігравши один сезон у другому швейцарському дивізіоні за рідний клуб, Рамона Бахман перейшла до складу чемпіона Швейцарії, клубу FC Luzern Frauen. Проте вже через півсезону, у віці 16 років, вона була помічена скаутами шведського клубу «Умео» і в березні 2007 року стала гравцем цієї команди. Після переходу перед початком сезону 2009 року з команди бразилійки Марти Рамона стала одним з ключових гравців команди, забивши за сезон 14 голів у 19 матчах чемпіонату Швеції. За підсумками року вона була обрана найкращою футболісткою Швейцарії.
У грудні 2009 року Рамона Бахман поїхала до американського клубу «Атланта Біт» (Atlanta Beat), який виступав у лізі WPS. Однак у США гра у футболістки не пішла. Провівши за сезон всього 10 матчів і забивши лише один гол, наступного року вона повернулася назад до «Умео», хоча мала ряд пропозицій з інших клубів Німеччини, Англії та Швеції.
Бахманн була визнана найкращою футболісткою Дамаллсвенскан у сезоні 2011 року і після його закінчення перейшла до клубу «Мальме», який став переможцем турніру.
У 2015 році Рамона підписала 3-х річний контракт з німецьким клубом «Вольфсбург».

### Збірна
10 квітня 2007 року Рамона Бахман дебютувала в молодіжній збірній Швейцарії (дівчата до 19 років). У 2009 році вона в складі збірної виборола право взяти участь у молодіжному чемпіонаті Європи. Бахман була лідером команди і багато в чому завдяки її грі швейцаркам вдалося обіграти в чвертьфіналі сильну збірну Німеччини і вперше у своїй історії опинитися в півфіналі.
15 червня 2007 року Рамона Бахман дебютувала в основний збірної своєї країни. До березня 2009 року вона провела в ній 14 матчів, забив 4 голи. У відбірковому циклі чемпіонату світу 2011, який стартував у вересні 2009 року, Бахман взяла участь у 7 матчах, в яких забила 4 голи, проте збірна Швейцарія поступилася збірній Англії в стикових матчах кваліфікації і не потрапила на чемпіонат.

## Особисте життя
Зробила камінг-аут як лесбійка під час чемпіонату світу 2015. Раніше вона мала стосунки з іншою футболісткою збірної Швейцарії Алішею Леманн, яка переїхала до Лондона грати за «Вест Гем». Їх тренер національної збірної Мартіна Фосс-Текленбург пояснила: «Ситуація не є винятковою у жіночому футболі».